# Bourne, Lincolnshire
Bourne är en stad och en civil parish i South Kesteven, Lincolnshire, England. Orten har 11 933 invånare (2001).